# フィンランドの銃規制
フィンランドの銃規制（フィンランドのじゅうきせい）と銃政策（じゅうせいさく）について解説する。フィンランドには200万丁の銃火器が登録されており、（これは単位あたりで米国よりも多い）さらに25万丁の未登録銃器も存在しているといわれている。フィンランド内務省によると、フィンランド家庭の25%が銃火器を所有しており、その殆どがロングガンと呼ばれるライフル銃や散弾銃である。これはフィンランドの国民皆兵制度に基づいている。上記の銃火器には信号弾発射銃も含まれており、これはフィンランドでボートやヨットが人気スポーツであることに由来している。
フィンランドの銃規制の施策は銃による犯罪を減らし、またその一方で軍隊の予備役の兵隊に銃を所持させて射撃訓練をさせることを目的として制定されている。フィンランドでは徴兵制度があり、予備役の射撃技術の維持は施策の柱となっている。フィンランドでは銃火器の全長が長ければ長いほど免許の所持が容易である。

## 予備役
多くの予備役兵士は拳銃、ボルトアクションライフル銃、散弾銃、半自動ライフル銃といった各種銃器を所持し射撃訓練に利用する。これは政府により認められており、政府が予備役に対して銃の所持に寛容なのは、予備役の装備を国費で調達することを防ぎ支出を抑えることが目的である。
銃弾は銃砲店で個人が調達するが、在庫は民間の都合となっているため供給量は安定していない。

## 規制
銃の所持と使用は1998年の銃火器法によって規制されている。対象年齢は2007年のヨケラ高校銃乱射事件により18歳以上に引き上げられた。
銃火器の所持には所持免許を要す。免許は地元警察に32ユーロ支払うことで応募できる。個人で使用する銃器を家族の人が使用する場合は別の許可を所持する必要がある。法令により銃火器は鍵のかかる場所に入れておくか、銃身、撃鉄、引き金などの主要パーツを分解してそれぞれ分けて保管しておく義務がある。5丁以上の拳銃、自動装填ライフル銃等を所持する場合は指定された銃ロッカーにしまい、保管状況を警察に報告し許可してもらう必要がある。
銃火器を持ち出してよいのは射撃や狩猟などで銃を使用するときだけであり、むやみに銃を持ち出すことは禁止されている（人目につかぬようにガンケースにいれた状態でもむやみに銃を持ち出すことは厳禁）。警備員や警察など特別許可を受けた者のみが常に銃を携帯できる。空気銃の規制は無いが、空気銃の運搬と発射に関しては上記の銃火器と同じ規制が適用される。クロスボウは空気銃と法的に同じ扱いを受ける。
銃火器免許を所持するには、銃を所持する正当な理由を示す必要がある。正当な理由というのは、猟、スポーツ、業務で必要な場合、銃の展覧会、銃器の収集や展示、プレゼント、訓練への参加などであり、それに加えて上記の信号弾発射用途がある。銃のコレクターは銃のコレクター以外では持つことのできない小型拳銃や軍用銃のような発射方式選択式の銃を所持できる。コレクター用の免許は警察の裁量に委ねられる場合が多いが、逆に拳銃やライフル銃の免許は比較的容易に所持でき、単に射撃協会に登録するだけでよいが、警察では最初に所持する銃器に関しては初心者の扱いやすい銃にするよう指導している。徴兵制度により取り扱いの訓練を受けている者が多いため努力義務となっている。
強力な全自動銃（フルオートマチック銃）グレネードランチャー、ロケットランチャー、砲尾装填式のカノン砲、ロケット砲、ミサイルシステムのような軍隊の使用する武器は通例許可されない。これらを所望する銃のコレクター、映画の撮影者、博物館などにおける展示の担当者に対してはフィンランド内務省の裁量で許可がだされることがある。
銃の所持の許可を受けた者が銃を使用した凶悪事件や薬物を使用した事件を犯したり、法令を破った場合、許可は剥奪される。精神的肉体的な問題や社会通念に反する活動をした場合も許可の剥奪対象となる。
許可無く銃を所持した場合は罪になる。未登録銃器は警察に没収されオークションにかけられるか破棄される。
2007年11月、トゥースラのヨケラ中等高等学校で、いじめを受けていた男子生徒（18）が生徒7人と校長を射殺した事件（ヨケラ高校銃乱射事件）を受けて、政府は解禁年齢を18歳以上に引き上げる方針を示した。この時点では政府は銃の所持禁止には消極的だったが、2008年には22歳の若者が乱射事件を起こしたため、拳銃の所持の禁止を検討し始めた。

## フィンランドの銃規制の特徴
フィンランドの銃規制の特徴は、所持免許の取得や銃器・銃弾の購入は簡単で、ヴァルメト・ペトラやM92Sなど、軍用ライフル（Rk 62）のスポーツモデルも銃砲店で購入が可能である。一方で保管・携行・使用基準は厳しい。